# 鱼龙乡
鱼龙乡，是中华人民共和国四川省资阳市安岳县曾经下辖的一个乡。2019年12月，撤销鱼龙乡和乾龙乡，设立乾龙镇，以原鱼龙乡和原乾龙乡所属行政区域为乾龙镇的行政区域。

## 行政区划
鱼龙乡撤销前下辖以下地区：
响水村、永定村、高塘村、四火村、南泉村、彭埝村、双铃村和鱼山村。